# Themira simplicipes
Themira simplicipes är en tvåvingeart som först beskrevs av Oswald Duda 1926.  Themira simplicipes ingår i släktet Themira och familjen svängflugor. Inga underarter finns listade i Catalogue of Life.